# Münchner Künstlertheater
 (mars 2020).
Le Münchner Künstlertheater est un théâtre d'art situé à Munich. Conçu par Max Littmann et inauguré en 1908, il fut le premier théâtre construit en Allemagne selon l'esthétique de l'art nouveau.

## Histoire et caractéristiques
Le journaliste et dramaturge Georg Fuchs fonda en 1907 à Munich une association, le Verein Münchner Künstlertheater, avec pour objectif de construire un théâtre selon les canons contemporains de l'époque.
Le théâtre avait une scène peu profonde, une avant-scène et pas de fosse d'orchestre. Bien que les premières productions organisées par Fuchs n'étaient pas particulièrement réussies, le bâtiment suscita beaucoup d'intérêt grâce au projet innovant de Littmann.
Le théâtre fut loué à Max Reinhardt en 1909 puis définitivement fermé en 1914. Le bâtiment fut détruit en 1944 par les bombardements de la Seconde Guerre mondiale.